# نوبوؤو توبيتا
نوبوؤو توبيتا (飛田展男 توبيتا نوبوؤو) هو مؤدي أصوات ياباني ولد في 6 نوفمبر 1959 في ميتو، إيباراكي.

## أدواره في الأنمي

### مسلسلات أنمي تلفزيونية
- البدلة المتنقلة زيتا جاندام - كاميل بيدان
- المقاتل المتنقل جي جاندام - أولوبي إيشيكاوا
- جنود السايبورغ - رقم 4
- بلاك كات - فليت موريس
- ناروتو - إيبيسو، زتسو
- ناروتو شيبودن - إيبيسو, زتسو
- روك لي وأصدقائه النينجا - زتسو، إيبيسو
- سباق التحدي - دكتور ستوارت
- سلايرز ريفولوشن - زوما
- سلايرز إيفولوشن-آر - زوما/رادوك
- كيدي غريد - سينيسترا
- بليتش - الراوي، كورودو
- جت باكرز - كورودو أكاباني
- كود غياس: لولوش الثائر - كلوفيس لا بريطانيا
- شعلة ريكا - دومون إيشيجيما
- يو يو هاكوشو - سوزاكو
- سولتي راي - آشلي لينكس
- كابتن ماجد - رعد
- شاكوغان نو شانا - دانتاليون
- شاكوغان نو شانا II - دانتاليون
- شاكوغان نو شانا III(فاينل) - دانتاليون
- فتاة الجحيم - أستاذ كاتو، الرئيس
- الرقيب كيرورو - فايبر
- ساندز أوف ديستراكشن - مالك الكولوزيوم
- إينوياشا: الجزء الأخير - توشو
- كيشين تايسن جيجانتيك فورميولا - موهاماد دوكاكيس
- أرك ذا لاد - كلايف
- كوراو فانتوم ميموري - إيتشينوسي
- هاكوؤكي - سانّان كيسكي
- هاكوؤكي: الدم الأزرق - سانّان كيسكي
- ستار درايفر - هيديكي شيبويا
- شيكي - هايامي
- ترايجان - باتريشيا نيبراسكا
- الفتاة الساحرة مادوكا ماجيكا - مضيف
- C - دايسكي إبارا
- بيرسونا ترينيتي سول - يوجي كيموتو
- الأرجوحة الطائرة - كينوشيتا
- هيوغيمونو - مايدا توشييه
- ماغي: The Labyrinth of Magic - ريوساي، أبولونيوس
- مغامرة جوجو الغريبة - سترايتزو
- غاتشامان كراودز - نوبوؤو شيميزو
- كاراكوري كيدن هيو سنكي - ساي
- إندماج الديجيمون - مادليومون
- غوغوري! كوكوري-سان - والد نويل
- كايتو جوكر - مستر كانياري
- كذبتك في أبريل - كازاما
- وورلد بريك السيف المقدس - كوندرات
- تحذير السمكة الذهبية! - آوي
- دورارارا!! ×2 المقدمة - جينّاي يودوغيري
- M3 الفولاذ الأسود - سادامي ناتسويري
- فرسان التنكاي - فيليوس (الصوت الثاني)
- أسوماتسو-سان - دايون
- كونكريت ريفولوتيو: فنتازيا الخوارق - شوجي ماتسوموتو
- قرية الضياع - كامياما
- البدلة المتنقلة جاندام: أيتام الدم الحديدي - لاسكر أليسي
- تابو تاتو - كارام
- ملحمة تانيا الآثمة - آدلهايد فون شوغال
- البركة لهذا العالم الرائع! 2 - كيل
- هنتر x هنتر (2011) - ميليورون
- طوكيو غول:re - شيكي كيجيما
- غرانبيلم - الراوي

### أوفا أنمي
- سينت سيا فصل هادس: المعابد الإثنا عشر - أرييس شيون

### أفلام أنمي
- إينوياشا: جزيرة هوراي القرمزية - كيورا
- ديد ليفز - ذو المثقب
- ترايجان Badlands Rumble - دورينو
- الفتاة الساحرة مادوكا ماجيكا: البداية - مضيف
- سينت سيا: الجنة: الإفتتاحية - أرييس شيون

## أدواره في ألعاب الفيديو
- سينت سيا: ذا هادس - أرييس شيون
- ناروتو شيبودن: كيزونا درايف - إيبيسو، زتسو
- ناروتو شيبودن: ألتيميت نينجا ستورم 4 - زتسو
- أسوراز راث - سيرغي
- ناين آورز، ناين بيرسونز، ناين دورز - الرجل التاسع
- ستريت فايتر V - زيكو
- ميجا مان 11 - دكتور لايت

## أدواره في الدبلجة اليابانية
- ترانسفورمرز أنيميتد - كابتن فانزون, ساوندويف, كولوسس رودز
- ترانسفورمرز: برايم - راتشيت
- بطاريق مدغشقر - سكيبر
- شريك - بينوكيو
- شريك 2 - بينوكيو
- شريك الثالث - بينوكيو
- شريك 4 - بينوكيو
- ماي ليتل بوني: فرندشيب إز ماجيك - هويتي تويتي

## وصلات خارجية
- نوبوؤو توبيتا على موقع IMDb (الإنجليزية)
- نوبوؤو توبيتا على موقع ميوزك برينز (الإنجليزية)
- نوبوؤو توبيتا على موقع قاعدة بيانات الفيلم (الإنجليزية)
- نوبوؤو توبيتا على موقع ANN person (الإنجليزية)